# Comitê Organizador dos Jogos Olímpicos e Paralímpicos Rio 2016
O Comitê Organizador dos Jogos Olímpicos e Paralímpicos Rio 2016 foi a instituição ligada ao Comitê Olímpico Brasileiro (COB), responsável pela organização e realização dos Jogos Olímpicos de Verão de 2016 e Jogos Paralímpicos de Verão de 2016, ambos no Rio de Janeiro.
O Comitê foi criado na Assembleia Geral do COB, realizada no dia 22 de dezembro de 2009, tendo como presidente Carlos Arthur Nuzman.

## Membros
Os membros do Comitê são:
- Carlos Artur Nuzman - presidente
- Marco Aurélio Vieira  - diretor executivo
- Leonardo Gryner
- Andrew Parsons
- Edson Meneses
- Sir Craig Reedie
- Bernard Rajzman

## Dívida
Segundo uma reportagem do GloboEsporte.com, em fevereiro de 2019 (ou seja, 2 anos e meio após a realização de ambos os eventos), o órgão possuía uma dívida de R$ 420 milhões com fornecedores, com a agravante que o Comitê não tinha mais nenhuma fonte de renda. À época da fundação do comitê, em 2009, foi-se estabelecido que caberia aos governos federal, estadual e municipal arcar com eventuais dívidas. Alguns meses antes da Olimpíada, porém, houve uma mudança em lei que tirou do governo federal esta obrigação.